# Aphodius sturmi
Aphodius sturmi es una especie de coleóptero de la familia Scarabaeidae.

## Distribución geográfica
Habita en el paleártico: Europa, Asia y el Magreb.